# Jari Larinto
Jari Larinto (ur. 1959) – fiński skoczek narciarski. Najlepsze wyniki w Pucharze Świata osiągnął w sezonie 1979/1980, kiedy zajął 88. miejsce w klasyfikacji generalnej. Punktował tylko w jednym konkursie – 9 marca 1980 zajął 12. miejsce w konkursie w Lahti.
Jego syn – Ville Larinto również jest skoczkiem narciarskim.

## Puchar Świata w skokach narciarskich

### Miejsca w klasyfikacji generalnej
- sezon 1979/1980: 88